# Groveland Four
Les Groveland Four (ou Groveland Boys) sont quatre jeunes hommes afro-américains : Ernest Thomas, Charles Greenlee, Samuel Berger et Walter Irvin (en), injustement accusés en 1948 d'avoir violé Norma Padgett, une jeune fille blanche de 17 ans, dans le comté de Lake en Floride. Le 11 janvier 2019, l'État de Floride les gracie officiellement après avoir reconnu l'injustice dont ils ont été victimes,.
Thomas est suspecté et tué par une foule après avoir quitté les lieux, tandis que Greenlee, Shepherd et Irvin sont battus en prison afin d'obtenir leur aveux. Seul Irvin parvient à refuser de faire de faux aveux. Les trois survivants sont chacun condamnés en première instance par un jury entièrement blanc : Greenlee est condamné à vie parce qu'il avait seulement 16 ans au moment des faits, les deux autres sont condamnés à mort. Un nouveau procès en appel est ordonné par la Cour suprême des États-Unis. Thurgood Marshall organise leur défense.
En novembre 1951, le shérif Willis V. McCall (en) fait feu sur Shepherd et Irvin alors qu'ils sont sous sa supervision, prétextant une tentative d'évasion. Shepherd meurt sur le coup mais Irvin parvient à indiquer aux enquêteurs du FBI que le shérif leur a tiré dessus de sang-froid. Le shérif n'est pas condamné.
Lors du second procès, Irvin est de nouveau condamné à mort. Sa peine a été commuée à la prison à vie par le gouverneur de Floride Thomas LeRoy Collins en 1955 sur la base d'un doute raisonnable à sa culpabilité. En 1968, il est finalement libéré sur parole et il meurt deux années plus tard.